# Graphosia margaritacea
Graphosia margaritacea là một loài bướm đêm thuộc phân họ Arctiinae, họ Erebidae.